# Ранзания
Ранза́ния (лат. Ranzania) — монотипный род двудольных растений семейства Барбарисовые (Berberidaceae), включающий вид Ранзания япо́нская (Ranzania japonica). Род выделен японским ботаником Токутаро Ито в 1888 году и назван в честь японского медика (фитотерапевта) и натуралиста Оно Ранзана (1729—1810).

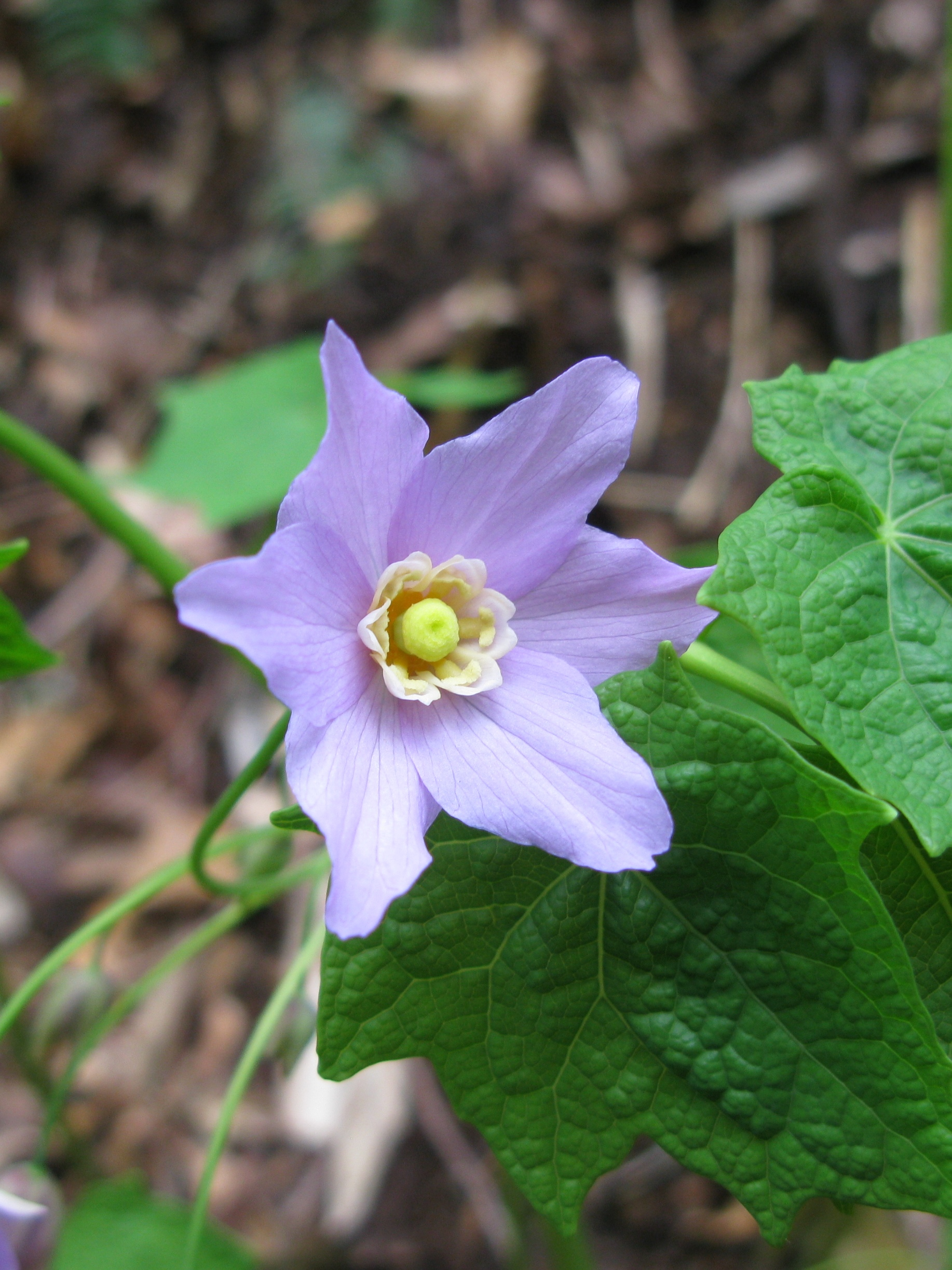
Цветок Ranzania japonica

## Распространение, описание
Единственный вид является эндемиком Японии, распространённым на острове Хонсю. Встречается в горных лесах.

Многолетние травянистые растения с ползучим ветвистым корневищем. Стебель прямостоячий, удлинённый, высотой 30—50 см. Листьев два, голые, тройчатые, размещены у верхушки. Цветки диаметром 2,5 см с шестью овальными лепестками, бледно-фиолетового цвета, поникающие. Плод — ягода. Плодоносят с июня по июль.